# 탐지 이론

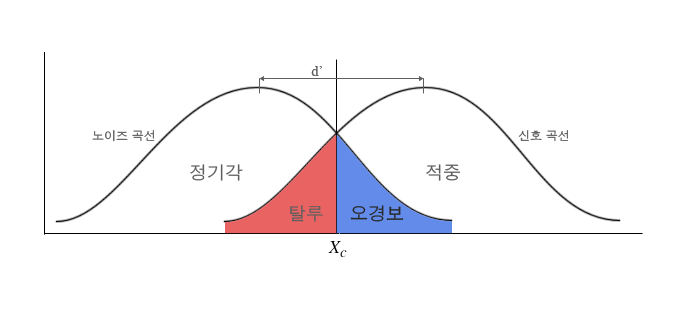
탐지 이론에 따른 가상적 분포

탐지 이론(Detection theory) 혹은 신호탐지이론(信號探知理論), Signal detection theory, SDT) 은 신호의 탐지가 신호에 대한 관찰자의 민감도와 관찰자의 반응 기준에 달려 있다는 이론이다. 이 이론은 신호(Signal)와 노이즈(Noise)를 구분하는 데 관련된 능력을 측정하는 수단으로 이용할 수 있다. 경험, 기대치, 심리학적 상태 (예: 피로도) 등에 따라 신호와 노이즈를 구분하는 식역 레벨의 단계가 결정된다. 예를 들어 전시의 보초병은 평상시 보다 더 작은 자극에도 민감하게 반응할 것이다. 왜냐하면 이러한 자극에 대한 기대치와 심리적 긴장 상태가 높기 때문이다.
탐지 이론의 초기 연구는 레이다 연구자에 의해 이루어졌다. 1954년에는 윌슨 태너와 존 스웨츠에 의해 심리학적 이론으로 처음 제시되었다.
탐지 이론은 품질관리, 통신이론, 의학진단과 심리학 분야에서 다양하게 활용되고 있다.

## 이론

### 심리학 관련
신호탐지이론은 심리학에서는 어떤 불확실한 상황에서 결정을 내리는 방법을 연구하는 데 쓰이고 있다. 이 이론에서는 신호를 탐지하는 관찰자는 수동적으로 정보를 받는 것이 아니라 불분명한 상황 아래에서 어려운 지각 결정을 해내는 능동적인 역할을 한다. 예를 들어 안개가 낀 상황에서 어떤 물체를 멀리 떨어뜨려 놓으면 시각적 자극은 안개에 방해를 받게 되고 안개가 물체의 밝기를 가리게 되면 사람은 실제 그 물체가 떨어진 거리보다 더 멀게 인지하게 된다.
이러한 신호탐지이론을 응용하여 존재하는지 아닌지를 결정하기 위한 선택지의 집합을 만들어 보면 관찰자는 다음의 4가지 중 하나를 결정하게 된다.
|           | 반응 있음 | 반응 없음 |
| --------- | --------- | --------- |
| 신호 있음 | 적중      | 누락      |
| 신호 없음 | 오경보    | 정기각    |
각기 선택되는 선택지에 대한 통계학적 분석을 통해 신호에 대한 민감도와 반응에 걸려진 편향을 측정할 수 있다. 만약 20회의 신호가 제시되었고 5회 적중하고 15회의 탈루(Miss) 가 있었다면, P(적중) = 5/20 = 0.25이다.
이러한 탐지과제에서 정보처리의 두 가지 단계가 있다:
1. 신호를 관찰하는 가운데 감각정보가 쌓인다.
2. 신호가 있는지 없는지에 대한 결정을 한다.

이 이론에 따르면 관찰하는 신호의 자극은 뇌에서의 신경활동을 발생시킨다. 따라서 신호가 없는 경우보다 신호가 있는경우에 평균적으로 뇌에 좀 더 많은 감각증거 또는 신경증거가 있게 된다. 만일 충분한 신경활동이 있어서 신경증거({\displaystyle X_{c}})가 역치(Threshold)를 넘으면 관찰자는 '있음'으로 결정하고 만일 넘지 못한다면 '없음'으로 결정한다. 때로는 환경 속의 무작위 변동성과 관찰자 자신의 감각 채널과 뇌안의 신경 노이즈로부터 무작위 변동성이 나타나 그 결과로 신경증거({\displaystyle X_{c}})가 역치를 넘을 수 있다. 보통 신호와 노이즈사이의 강도 차이가 작을수록 오류확률이 증가하는데 이는 무작위성으로 인한 신경증거({\displaystyle X_{c}})의 변동량이 신호에 내재된 에너지의 양에 비해 상대적으로 증가하기 때문이다.

### 최적성: 보수 대 모험
어떤 경우든 탐지과제를 수행하는 데 관찰자는 편향을 가지고 있다. 때에 따라 '보수'적이라 '없음'이라고 답하여 오경보가 적은 대신 탈루가 많은 경우가 있고 '모험'적이라서 잘 탐지하여 '있음'이라고 답하지만 오경보가 많을 수 있다. 보수적인 것이 좋을지 모험적인 것이 좋을지는 때와 상황에 따라 다르며 이는 결정기준 {\displaystyle X_{c}}를 어디에 두는가에 달려 있다.
β는 {\displaystyle X_{c}}에서 신호와 노이즈가 만들어낸 신경활동의 비율이다.
β ={\displaystyle {\frac {P(X|S)}{P(X|N)}}}
β값이 1보다 큰 경우 '있음' 반응이 적어지고, 따라서 적중되는 경우와 오경보도 적어진다. β가 1보다 작아진 경우에는 '있음' 반응이 많아지면서 적중과 오경보가 같이 많아진다.

### 민감도
노이즈로부터 신호를 잘 구분하지 못하면 신호를 놓치게 된다. 신호탐지론에서 민감도 측정치는 {\displaystyle d'} 이라고 하며 표준편차의 단위로 나타내는 신호분포와 노이즈분포의 각 분포 평균이 떨어진 정도에 대응된다.

## 의학진단
의학진단에서 신호탐지론은 많이 응용되고 있다. 질병이 환자에게 있거나 없는 경우 의사는 이에 대하여 "있음","없음"을 판단하는 진단을 결정해야만 하기 때문이다. 특히 인간생명에 관련된 결정을 해야하기 때문에 각 의사 간의 수행의 질을 비교하는 능력과 민감도와 편향에 따른 교정행동을 할 것인지에 대한 도구를 제공할 수 있어 유용하다.

## 같이 보기
- 거짓 양성
- 노이즈
- 수신자 조작 특성

## 참고 서적
- 공업심리학 크리스토퍼 위킨스, 저스틴 호랜즈 지음, 곽호완외 4인 옮김, 시그마프레스